# Jenő Kulitzy
Jenő Kulitzy (* 2. Juli 1908; Todesdatum unbekannt) war ein ungarischer Diskuswerfer.
Bei den Leichtathletik-Europameisterschaften 1938 in Paris wurde er Sechster.
Fünfmal wurde er Ungarischer Meister (1938, 1939, 1943, 1944, 1948). Seine persönliche Bestleistung von 52,40 m stelle er am 15. Juni 1941 in Budapest auf.